# Lissonota prionoxysti
Lissonota prionoxysti är en stekelart som först beskrevs av Sievert Allen Rohwer 1915.  Lissonota prionoxysti ingår i släktet Lissonota och familjen brokparasitsteklar. Inga underarter finns listade i Catalogue of Life.